# Butch Morris
Lawrence D. "Butch" Morris (Long Beach, California, Estados Unidos, 10 de febrero de 1947 - Nueva York, Nueva York, Estados Unidos, 29 de enero de 2013) fue un cornetista y compositor estadounidense, de jazz contemporáneo.

## Biografía
Antes de iniciar su carrera musical, Morris participó en la Guerra de Vietnam. A partir de 1976, año en que se instala en Nueva York, y hasta ya entrados los años 1980, Morris formó parte de los grupos del saxofonista David Murray, donde comenzó a llamar la atención. El hermano de Morris, el contrabajista Wilber Morris, solía tocar también con Murray en esta época. Colaboró también con el baterista Ralf Winkler, a comienzos de los años 1990.
Morris lideró durante bastante tiempo una banda denominada "Orchestra SLANG". El grupo incluía al batería Kenny Wollesen, al saxo alto Jonathon Haffner, el trompetista Kirk Knuffke y otros. Intervino con regularidad en el Festival of New Trumpet Music, que se celebra anualmente en Nueva York. Ha tocado con músicos de jazz como Alice Coltrane, Gil Evans, Philly Joe Jones, Cecil Taylor, Steve Lacy, John Zorn, Tom Cora, Don Pullen y Reggie Workman.
Desarrolló numerosos proyectos interdisciplinares, con artistas gráficos, autores teatrales y coreógrafos. Entre estos, destacan Min Tanaka, Fred Holland, Dianne McIntyre, Sally Silvers y Donna Uchizono. En 1999, fue premiado como “compositor del año” y “músico creativo del año” por el "Bell Atlantic Corporation All Awards".
Falleció el 29 de enero de 2013 a causa de un cáncer de pulmón.

## Estilo
Morris es el impulsor del concepto de Conducción (un término prestado de la física): Una especie de improvisación libre estructurada en la que Morris dirige y ordena a un grupo más o menos amplio de músicos, con una serie de movimientos de la mano, y de la batuta.
Este tipo de "dirección" ha sido, en general, bien recibido por la crítica aunque no es fácil incluirlo en ningún género musical. El crítico Thom Jurek ha escrito acerca de ello: "No existen discos comparables a las conducciones de Butch Morris, ni podría haberlos, aunque a él le gustaría que los hubiera", y Ed Hazell escribió, "En sus mejores momentos, Morris puede sacudirle sus hábitos a los intérpretes, o colocar el microscopio en uno de los aspectos de su capacidad artística y construir una fantasía orquestal a su alrededor".
Sobre la importancia de la "conducción", Chema Chacón indica que: 

"su experiencia es tan abrumadora que obliga a redefinir los papeles del compositor, director, arreglista e intérprete, y salva la distancia entre compositor-improvisador y el músico de contexto más clásico"

## Discografía

### Como líder o conductor[6]
- In Touch But Out Of Reach (Karma, 1978)
- 3+2=XXXX (Dimensional Sound Studio 1, 1983)
- New York City Artist's Collective: Play Butch Morris (NYCAC, 1984)
- Trios (Dossier, 1986)
- Current Trends In Racism (Sound Aspects, 1986)
- Homeing (Sound Aspects, 1988)
- Mass-X-Communication (FMP, 1991)
- Dust To Dust (New World, 1991)
- When the Sun is Out You Don't See Stars (FMP, 1993)
- Testament (New World, 1995)
- Burning Clouds (FMP, 1996)
- Berlin Skyscraper (FMP, 1998)
- Conduction 70: Tit For Tat (For Four Ears, 1998)
- Conduction 57/58/59: Holy Sea (Splasc, 2001)
- Conduction 117 (Jump Arts, 2001)
- The Rite (Burnt Sugar, 2003)

### Como colaborador
con Wayne Horvitz
- Some Order, Long Understoo (Black Saint, 1982)

con David Murray
- Let the Music Take You (1978)
- Last of the Hipmen (1978)
- David Murray Big Band (1991)